# كأس الكونكاكاف الذهبية 2025
بطولة كأس الكونكاكاف الذهبية 2025 هي النسخة الثامنة عشرة من كأس الكونكاكاف الذهبية، تستضيفها كندا والولايات المتحدة، وهي بطولة تقام كل عامين في أمريكا الشمالية والوسطى والبحر الكاريبي والتي تنظمها الكونكاكاف، والتي تبدأ في 14 يونيو/حزيران 2025. ومن المقرر أن تقام المباراة النهائية في 6 يوليو 2025، في ملعب إن آر جي في هيوستن ، تكساس.
وتلعب المباريات في الولايات المتحدة بشكل أساسي في الجزء الغربي من المنطقة وذلك أجل تجنب تضارب المواعيد مع كأس العالم للأندية 2025 والتي تقام بالتزامن مع الكأس الذهبية على الساحل الشرقي .
المكسيك هي حاملة اللقب، بعد فوزها بلقبها التاسع في عام 2023 بعد فوزها على بنما 1-0 في النهائي يوم 16 يوليو في ملعب سوفي في إنجلوود، كاليفورنيا .

## الملاعب
| - كندا - 1 فانكوفر | - الولايات المتحدة - 2 أرلينغتون - 3 أوستن - 4 كارسون - 5 جلينديل - 6 هيوستن - 7 هيوستن - 8 إنجلوود - 9 مينيابوليس - 10 بارادايس - 11 سان دييغو - 12 سان خوسيه - 13 سانتا كلارا - 14 سانت لويس |

أعلن اتحاد الكونكاكاف عن 14 ملعبًا لاستضافة كأس الذهب 2025 في 25 سبتمبر 2024. وقد تضمنت مزيجًا من الملاعب المخصصة لكرة القدم والتي تشغلها في المقام الأول فرق الدوري الأمريكي لكرة القدم وملاعب كرة القدم الأمريكية الأكبر حجمًا . كان ملعب بي سي بليس في فانكوفر هو المكان الوحيد خارج الولايات المتحدة. كانت الأماكن مقتصرة في الغالب على غرب الولايات المتحدة لتجنب التعارضات مع كأس العالم للأندية 2025 التي تقام على الساحل الشرقي في نفس الوقت. أعلن اتحاد الكونكاكاف أنه منح نهائي البطولة لملعب إن آر جي في هيوستن في 30 أكتوبر 2024.
| أرلينغتون، تكساس ( منطقة دالاس/فورت وورث ) | هيوستن، تكساس                                        | هيوستن، تكساس              |
| ------------------------------------------ | ---------------------------------------------------- | -------------------------- |
| ملعب AT&T                                  | ملعب إن آر جي                                        | ملعب شل للطاقة             |
| القدرة: 80.000                             | القدرة الاستيعابية: 72,220                           | القدرة: 22,039             |
|                                            |                                                      |                            |
| إنجلوود، كاليفورنيا ( منطقة لوس أنجلوس )   | سانتا كلارا، كاليفورنيا ( منطقة خليج سان فرانسيسكو ) | مينابوليس، مينيسوتا        |
| ملعب سوفي                                  | ملعب ليفيز                                           | ملعب يو إس بنك             |
| القدرة الاستيعابية: 70,240                 | القدرة الاستيعابية: 68,500                           | القدرة الاستيعابية: 66,860 |
|                                            |                                                      |                            |

| جلينديل، أريزونا ( منطقة فينيكس )       | بارادايس، نيفادا ( منطقة لاس فيغاس ) | فانكوفر، كولومبيا البريطانية | سان دييغو، كاليفورنيا |
| --------------------------------------- | ------------------------------------ | ---------------------------- | --------------------- |
| ملعب ستيت فارم                          | ملعب أليجيانت                        | بيسي بليس                    | ملعب سناب دراجون      |
| القدرة الاستيعابية: 63,400              | القدرة الاستيعابية: 61000            | القدرة الاستيعابية: 54,500   | القدرة: 35000         |
|                                         |                                      |                              |                       |
| كارسون، كاليفورنيا ( منطقة لوس أنجلوس ) | سانت لويس، ميسوري                    | أوستن، تكساس                 | سان خوسيه، كاليفورنيا |
| حديقة ديجنيتي هيلث الرياضية             | حديقة إنرجايزر                       | ملعب كيو 2                   | باي بال بارك          |
| القدرة الاستيعابية: 30,510              | القدرة: 22,500                       | القدرة الاستيعابية: 20,730   | القدرة: 18000         |
|                                         |                                      |                              |                       |

## الفرق

### المتأهلبن
أُعلن سابقًا بأن عدد المنتخبات المشاركة في البطولة ستزيد إلى 24 فريقًا لهذه النسخة (16 فريقًا من اتحاد الكونكاكاف و8 فرق ضيفة مدعوة) بهدف رفع مستوى المنافسة مع أكبر المنتخبات في القارة الأمريكية الشمالية المكسيك وكندا والولايات المتحدة ؛ ولن تلعب هذه الفرق الثلاثة في دورة تصفيات كأس العالم بسبب تأهلها التلقائي كمضيف لكأس العالم 2026. 
في 19 ديسمبر 2024، أُعلن عن دعوة المملكة العربية السعودية للمشاركة في بطولتي 2025 و2027.
| المنتخب                         | التأهل                                                | تاريخ التأهيل  | عدد المشاركات (+ بطولة الكونكاكاف) | آخر مشاركة | أفضل أداء سابق في بطولة الكأس الذهبية (+ بطولة الكونكاكاف)                        | التصنيف | التصنيف    |
| المنتخب                         | التأهل                                                | تاريخ التأهيل  | عدد المشاركات (+ بطولة الكونكاكاف) | آخر مشاركة | أفضل أداء سابق في بطولة الكأس الذهبية (+ بطولة الكونكاكاف)                        | فيفا    | الكونكاكاف |
| ------------------------------- | ----------------------------------------------------- | -------------- | ---------------------------------- | ---------- | --------------------------------------------------------------------------------- | ------- | ---------- |
| هايتي                           | متصدر دوري الأمم الكونكاكاف ب المجموعة الثالثة        | 15 نوفمبر 2024 | العاشر (السابع عشر)                | 2023       | نصف النهائي (2019) بطل (1973)                                                     |         |            |
| السلفادور                       | متصدر دوري الأمم الكونكاكاف ب المجموعة الأولى         | 17 نوفمبر 2024 | الرابع عشر (العشرون)               | 2023       | ربع النهائي (2002، 2003، 2011، 2013، 2017، 2021) الوصيف (1963, 1981)              |         |            |
| كوراساو                         | متصدر دوري الأمم الكونكاكاف ب المجموعة الثانية        | 18 نوفمبر 2024 | الثالثة (السابع)                   | 2019       | ربع النهائي (2019) المركز الثالث (1963، 1969)                                     |         |            |
| الولايات المتحدة · (مضيف مشترك) | متصدر في ربع نهائي دوري أمم الكونكاكاف أ              | 18 نوفمبر 2024 | الثامن عشر (العشرون)               | 2023       | بطل (1991, 2002, 2005, 2007, 2013, 2017, 2021) الوصيف (1989)                      |         |            |
| بنما                            | متصدر في ربع نهائي دوري أمم الكونكاكاف أ              | 18 نوفمبر 2024 | الثاني عشر (الثالث عشر)            | 2023       | الوصيف (2005، 2013، 2023)                                                         |         |            |
| جمهورية الدومينيكان             | متصدر بدوري الأمم الكونكاكاف الرابعة المجموعة الرابعة | 19 نوفمبر 2024 | الأولى                             | —          | الأولى                                                                            |         |            |
| كندا · (مضيف مشترك)             | متصدر في ربع نهائي دوري أمم الكونكاكاف أ              | 19 نوفمبر 2024 | السابع عشر (العشرون)               | 2023       | بطل (2000) بطل (1985)                                                             |         |            |
| المكسيك · (حامل اللقب)          | متصدر ربع نهائي دوري أمم الكونكاكاف أ                 | 19 نوفمبر 2024 | الثامن عشر (العشرون)               | 2023       | بطل (1993, 1996، 1998, 2003, 2009، 2011، 2015، 2019، 2023) بطل (1965، 1971, 1977) |         |            |
| السعودية                        | ضيف مدعو                                              | 19 ديسمبر 2024 | الأولى                             | —          | أول مرة                                                                           |         | —          |

#### الدور التمهيدي
تاهل 14 فريقًا إلى تصفيات كأس الكونكاكاف الذهبية لعام 2025 من خلال دوري الأمم الكونكاكاف.
تأهلت الفرق الـ 14 التالية:
- بليز
- برمودا
- كوستاريكا
- كوبا
- غوادلوب
- غواتيمالا
- غيانا
- هندوراس
- جامايكا
- مارتينيك
- نيكاراغوا
- سانت فينسنت والغرينادين
- سورينام
- ترينيداد وتوباغو

أقيمت مباريات الذهاب والإياب في مارس 2025.

## الجدول
أصدر جدول المنافسة في 25 سبتمبر 2024.
| المرحلة         | التاريخ     |
| --------------- | ----------- |
| مرحلة المجموعات | 14–24 يونيو |
| ربع النهائي     | 28-29 يونيو |
| نصف النهائي     | 2 يوليو     |
| النهائي         | 6 يوليو     |

## القرعة
أُجريت القرعة النهائية في 10 أبريل 2025. قُسمت الفرق إلى أربع مجموعات بناءً على تصنيفات إتحاد الكونكاكاف بتاريخ 26 مارس 2025. وُضعت الفرق الأربعة في الوعاء الأول كالتالي: بطل الكأس الذهبية المكسيك، والفرق الثلاثة الأعلى تصنيفًا كندا، بنما، والولايات المتحدة. وُضعت المكسيك في المجموعة الأولى (A)، وكندا في المجموعة الثانية (B)، وبنما في المجموعة الثالثة (C)، والولايات المتحدة في المجموعة الرابعة (D) على التوالي. احتوى الوعاء الرابع على الفرق الوطنية الثلاثة الأقل تصنيفًا والضيوف السعودية. احتوت الأوعية من 5 إلى 8 على مواقع المجموعات A، B، C، و D.
| الفريق                | نقطة  | التصنيف |
| --------------------- | ----- | ------- |
| المكسيك (A1)          | 1,946 | 1       |
| كندا (B1)             | 1,837 | 2       |
| بنما (C1)             | 1,778 | 3       |
| الولايات المتحدة (D1) | 1,712 | 4       |

| الفريق    | نقطة  | التصنيف |
| --------- | ----- | ------- |
| كوستاريكا | 1,668 | 5       |
| جامايكا   | 1,552 | 6       |
| هندوراس   | 1,534 | 7       |
| هايتي     | 1,481 | 8       |

| الفريق           | نقطة  | التصنيف |
| ---------------- | ----- | ------- |
| غواتيمالا        | 1,377 | 9       |
| ترينيداد وتوباغو | 1,360 | 10      |
| السلفادور        | 1,243 | 11      |
| سورينام          | 1,223 | 12      |

| الفريق              | النقاط    | التصنيف   |
| ------------------- | --------- | --------- |
| غوادلوب             | 1,222     | 13        |
| كوراساو             | 1,130     | 15        |
| جمهورية الدومينيكان | 1,050     | 19        |
| السعودية            | غير متوفر | غير متوفر |

## حكام المباريات

### حكام الساحة
- خوان كالديرون
- كيلور هيريرا
- أوشان نيشن
- ماريو إسكوبار
- والتر لوبيز
- سيلفين براون
- أدوناوي إسكوبيدو
- كاتيا غارسيا
- ماركو أورتيز
- إسماعيل كورنيخو
- كوينسي ويليامز
- جو ديكرسون
- لوكاس زبالا

### حكام الدعم
- بيير-لوك لوزيير
- أدونيس كاراسكو
- ريون راديكس
- برايان لوبيز
- خوليو لونا
- ستيفون دوار
- خوسيه توريس
- كاتجا كوروليفا

### الحكام المساعدون
- ويليام أرييتا
- ويليام تشاو
- خوان مورا
- فيكتور راميريز
- رايموندو فيليز
- هومبيرتو بانخوي
- لويس فينتورا
- أوجاي دواني
- ليوناردو كاستييو
- كارين دياز
- ميشيل إسبينوزا
- ميشيل موراليس
- ساندرا راميريز
- خورخي سانشيز
- كايتزل كوراليس
- جيوفاني غارسيا
- خوان زومبا
- زاكاري زيغلار
- أينسلي روشارد
- كالب ويلز
- كاميرون بلانشارد
- لوغان براون

### حكام الفيديو المساعدون (VAR)
- بن ويتي
- ياسيث مونج
- خيسوس مونتيرو
- بنيامين بينيدا
- ديليا برادلي
- دييغو أوجير
- شيرلي بيريلو
- دانيون بارتشمنت
- أوسكار ماسياس
- أوسكار ميخيا
- لويس سانتاندر
- ألين تشابمان
- إدفين يوريسيفيك
- كريس بينسو

## حفل الافتتاح
تصدر راقصون وفنانون من جميع أنحاء أمريكا اللاتينية حفل الافتتاح، الذي أقيم في ملعب سوفي في إنجلوود، كاليفورنيا، قبل المباراة الافتتاحية بين المكسيك وجمهورية الدومينيكان. تعاون الكونكاكاف مع "باليش واندر ستوديو" لإنتاج الحفل. قام الراقصون بأداء أغنية لويس فونسي "Tocando el Cielo"، النشيد الرسمي للبطولة، ومع ذلك لم يكن المغني البورتوريكي حاضرًا. وذكر المنظمون لاحقًا أنه لم يؤدِ بسبب أسباب "شخصية".

## مرحلة المجموعات
ملاحظة:جميع أوقات المباريات مدرجة حسب التوقيت الشرقي الصيفي (UTC−4). إذا كان الملعب يقع في منطقة زمنية مختلفة، يُعطى التوقيت المحلي أيضًا.
| معايير كسر التعادل في دور المجموعات |
| --- |
| يتم تحديد ترتيب الفرق في مرحلة المجموعات على النحو التالي: النقاط التي تم الحصول عليها في جميع مباريات المجموعة؛ فارق الأهداف في جميع مباريات المجموعة؛ عدد الأهداف المسجلة في جميع مباريات المجموعة؛ النقاط التي تم الحصول عليها في المباريات التي لُعبت بين الفرق المعنية؛ فارق الأهداف في المباريات التي لُعبت بين الفرق المعنية؛ عدد الأهداف المسجلة في المباريات التي لُعبت بين الفرق المعنية؛ نقاط اللعب النظيف في جميع مباريات المجموعة (يمكن تطبيق خصم واحد فقط على لاعب في مباراة واحدة): قالب:قائمة غير مرتبة سحب القرعة. |
| |

### المجموعة الأولى (A)
| م | الفريق              | لعب | ف | ت | خ | أ.له | أ.ع | أ.ف | نقاط | التأهل                      |
| - | ------------------- | --- | - | - | - | ---- | --- | --- | ---- | --------------------------- |
| 1 | المكسيك (Q)         | 3   | 2 | 1 | 0 | 5    | 2   | +3  | 7    | تأهل إلى مرحلة خروج المغلوب |
| 2 | كوستاريكا (Q)       | 3   | 2 | 1 | 0 | 6    | 4   | +2  | 7    | تأهل إلى مرحلة خروج المغلوب |
| 3 | جمهورية الدومينيكان | 3   | 0 | 1 | 2 | 3    | 5   | −2  | 1    |                             |
| 4 | سورينام             | 3   | 0 | 1 | 2 | 3    | 6   | −3  | 1    |                             |

### المجموعة الثانية (B)
| م | الفريق      | لعب | ف | ت | خ | أ.له | أ.ع | أ.ف | نقاط | التأهل                      |
| - | ----------- | --- | - | - | - | ---- | --- | --- | ---- | --------------------------- |
| 1 | كندا (H, Q) | 3   | 2 | 1 | 0 | 9    | 1   | +8  | 7    | تأهل إلى مرحلة خروج المغلوب |
| 2 | هندوراس (Q) | 3   | 2 | 0 | 1 | 4    | 7   | −3  | 6    | تأهل إلى مرحلة خروج المغلوب |
| 3 | كوراساو     | 3   | 0 | 2 | 1 | 2    | 3   | −1  | 2    |                             |
| 4 | السلفادور   | 3   | 0 | 1 | 2 | 0    | 4   | −4  | 1    |                             |

### المجموعة الثالثة (C)
| م | الفريق        | لعب | ف | ت | خ | أ.له | أ.ع | أ.ف | نقاط | التأهل                      |
| - | ------------- | --- | - | - | - | ---- | --- | --- | ---- | --------------------------- |
| 1 | بنما (Q)      | 3   | 3 | 0 | 0 | 10   | 3   | +7  | 9    | تأهل إلى مرحلة خروج المغلوب |
| 2 | غواتيمالا (Q) | 3   | 2 | 0 | 1 | 4    | 3   | +1  | 6    | تأهل إلى مرحلة خروج المغلوب |
| 3 | جامايكا       | 3   | 1 | 0 | 2 | 3    | 6   | −3  | 3    |                             |
| 4 | غوادلوب       | 3   | 0 | 0 | 3 | 5    | 10  | −5  | 0    |                             |

### المجموعة الرابعة (D)
| م | الفريق                  | لعب | ف | ت | خ | أ.له | أ.ع | أ.ف | نقاط | التأهل                      |
| - | ----------------------- | --- | - | - | - | ---- | --- | --- | ---- | --------------------------- |
| 1 | الولايات المتحدة (H, Q) | 3   | 3 | 0 | 0 | 8    | 1   | +7  | 9    | تأهل إلى مرحلة خروج المغلوب |
| 2 | السعودية (Q)            | 3   | 1 | 1 | 1 | 2    | 2   | 0   | 4    | تأهل إلى مرحلة خروج المغلوب |
| 3 | ترينيداد وتوباغو        | 3   | 0 | 2 | 1 | 2    | 7   | −5  | 2    |                             |
| 4 | هايتي                   | 3   | 0 | 1 | 2 | 2    | 4   | −2  | 1    |                             |

## مرحلة خروج المغلوب
في مرحلة خروج المغلوب، إذا تساوت النتائج عند انتهاء الوقت الأصلي للعب، يلعب وقت إضافي على شوطين مدة كل منهما 15 دقيقة. يلي ذلك، إذا لزم الأمر، ركلات ترجيحية لتحديد الفائزين. وكما هو الحال في كل بطولة منذ 2005 (باستثناء 2015)، لن تكون هناك مباراة لتحديد صاحب المركز الثالث.
ملاحظة:جميع أوقات المباريات مدرجة حسب التوقيت الشرقي الصيفي (ت ع م−4). إذا كان الملعب يقع في منطقة زمنية مختلفة، يُعطى التوقيت المحلي أيضًا.
|  | ربع النهائي           | ربع النهائي           |                     |       | نصف النهائي | نصف النهائي |  |  | النهائي | النهائي |
|  |                       |                       |                     |       |             |             |  |  |         |         |
|  | يونيو 29 – مينيابوليس |                       |                     |       |             |             |  |  |         |         |
|  |                       |                       |                     |       |             |             |  |  |         |         |
|  | الولايات المتحدة (ج.) | 2 (4)                 |                     |       |             |             |  |  |         |         |
|  | الولايات المتحدة (ج.) | 2 (4)                 | يوليو 2 – سانت لويس |       |             |             |  |  |         |         |
|  | كوستاريكا             | 2 (3)                 |                     |       |             |             |  |  |         |         |
|  | كوستاريكا             | 2 (3)                 | الولايات المتحدة    | 2     |             |             |  |  |         |         |
|  | يونيو 29 – مينيابوليس |                       | الولايات المتحدة    | 2     |             |             |  |  |         |         |
|  |                       | غواتيمالا             | 1                   |       |             |             |  |  |         |         |
|  | كندا                  | غواتيمالا             | 1                   | 1 (5) |             |             |  |  |         |         |
|  | كندا                  |                       | يوليو 6 – هيوستن    | 1 (5) |             |             |  |  |         |         |
|  | غواتيمالا (ج.)        | 1 (6)                 |                     |       |             |             |  |  |         |         |
|  | غواتيمالا (ج.)        | 1 (6)                 | الولايات المتحدة    | 1     |             |             |  |  |         |         |
|  | يونيو 28 – جلينديل    |                       | الولايات المتحدة    | 1     |             |             |  |  |         |         |
|  |                       | المكسيك               | 2                   |       |             |             |  |  |         |         |
|  | المكسيك               | المكسيك               | 2                   | 2     |             |             |  |  |         |         |
|  | المكسيك               | يوليو 2 – سانتا كلارا |                     | 2     |             |             |  |  |         |         |
|  | السعودية              | 0                     |                     |       |             |             |  |  |         |         |
|  | السعودية              | 0                     | المكسيك             | 1     |             |             |  |  |         |         |
|  | يونيو 28 – جلينديل    |                       | المكسيك             | 1     |             |             |  |  |         |         |
|  |                       | هندوراس               | 0                   |       |             |             |  |  |         |         |
|  | بنما                  | هندوراس               | 0                   | 1 (4) |             |             |  |  |         |         |
|  | بنما                  |                       |                     | 1 (4) |             |             |  |  |         |         |
|  | هندوراس (ج.)          | 1 (5)                 |                     |       |             |             |  |  |         |         |
|  | هندوراس (ج.)          | 1 (5)                 |                     |       |             |             |  |  |         |         |

### ربع النهائي
| بنما                                                                                         | 1–1 | هندوراس                                                                                        |
| -------------------------------------------------------------------------------------------- | --- | ---------------------------------------------------------------------------------------------- |
| إسماعيل دياز 45+1' (ركلة.)                                                                   |     | أنتوني لوزانو 82'                                                                              |
| ركلات الترجيح                                                                                |     |                                                                                                |
| - فيدل إسكوبار - إسماعيل دياز - أنيبال غودوي - كارلوس هارفي - ايريك دايفيس - إيدواردو غيريرو | 4–5 | - لويس بالما - كيرفين أرياغا - جوزيف روزاليس - دينيل مالدونادو - أنتوني لوزانو - كارلوس بينيدا |

| المكسيك                                      | 2–0 | السعودية |
| -------------------------------------------- | --- | -------- |
| - ألكسيس فيغا 49' - عبد الله مادو 81'(هـ.ذ.) |     |          |

| كندا | 1–1 | غواتيمالا                                                                                                |
| --- | --- | --- |
| جوناثان ديفيد 30' (ركلة.)                                                                                |     | روبيو روبين 69'                                                                                          |
| ركلات الترجيح                                                                                            |     | |
| - بروميس دافيد - دانيال جيبيسون - ديريك كورنيليوس - ماثيو تشوينير - كايل لارين - ناثان صليبا - دي فوجرول | 5–6 | - أوسكار سانتيس - نيكولاس سامايوا - آرون هيريرا - داروين لوم - خوسيه بينتو - بيدرو ألتان - خوسيه موراليس |

| الولايات المتحدة                                                                          | 2–2 | كوستاريكا                                                                                             |
| ----------------------------------------------------------------------------------------- | --- | --- |
| - دييغو لونا 43' - ماكسيميليان ارفستين 47'                                                |     | - فرانسيسكو كالفو 12' (ركلة.) - ألونسو مارتينيز 71'                                                   |
| ركلات الترجيح                                                                             |     | |
| - تايلر آدمز - مالك تيلمان - سيباستيان برهالتر - أليكس فريمان - جون تولكين - داميون داونز | 4–3 | - ألونسو مارتينيز - خوان بابلو فارغاس - فان دير بوتن - جيفيرسون برينيس - فرانسيسكو كالفو - آندي روخاس |

### نصف النهائي
| الولايات المتحدة   | 2–1   | غواتيمالا         |
| ------------------ | ----- | ----------------- |
| دييغو لونا 4'، 15' | تقرير | أولغر اسكوبار 80' |

| المكسيك           | 1–0   | هندوراس |
| ----------------- | ----- | ------- |
| راؤول خيمينيز 50' | تقرير |         |

### النهائي
| الولايات المتحدة | 1–2   | المكسيك                                 |
| ---------------- | ----- | --------------------------------------- |
| كريس ريتشاردز 4' | تقرير | - راؤول خيمينيز 27' - إدسون ألفاريز 77' |

## الإحصائيات

### الهدافون
ملاحظة: الأهداف المسجلة في ركلات الترجيح لا تُحتسب ضمن أهداف اللاعبين أو إجمالي أهداف المباراة.
عدد الأهداف المُسجلة  85 هدفًا  في 31 مباراة، بمتوسط 2.74 هدفًا في المباراة الواحدة. اللاعبين البارزين بالخط الداكن لا يزالون نشطون في المنافسة.
6 أهداف
- إسماعيل دياز

3 أهداف
- مانفريد أوغالدي
- سيزار مونتيس
- مالك تيلمان
- دييغو لونا
- تاجون بوكانان
- توماس رودريغيز
- راؤول خيمينيز

هدفان
- جوناثان ديفيد
- ناثان صليبا
- جوسيمار ألكوسير
- ألونسو مارتينيز
- باتريك أغيمانغ
- كريس ريتشاردز
- روبيو روبين
- أولغر اسكوبار
- إدسون ألفاريز

هدف
- بروميس ديفيد
- تاني أولواسيي
- نيكو سيغور
- فرانسيسكو كالفو
- جيريمي أنتونيس
- إديسون أزكونا
- بيتر غونزاليس
- جواو أوربايز
- تيري أمبروسي
- فلوريان ديفيد
- جوردن لوبورني
- ماثياس فايتون
- انج فريدي بلوماين
- خوسيه بينتو
- أوسكار سانتيس
- لويسيس دون ديدسون
- فرانتزدي بيروت
- روميل كيوتو
- ديكسون راميريز
- خورخي ألفاريز
- أنتوني لوزانو
- لويس بالما
- ليون بايلي
- جون راسل
- اماريي بيل
- ألكسيس فيغا
- إيدواردو غيريرو
- كريستيان مارتينيز
- فراس البريكان
- صالح الشهري
- جيرانو كيرك
- ريتشونيل مارغريت
- شاكيل بيناس
- جاستن غارسيا
- دانتي سيلي
- برندن آرونسون
- حاجي رايت
- ماكسيميليان ارفستين

مصدر: CONCACAF

## التسويق وحقوق البث

#### الأمريكتان
| المنطقة          | البث                                       | المرجع        |
| ---------------- | ------------------------------------------ | ------------- |
| كندا             | وان سوكر                                   | [ 14 ]        |
| كندا             | تي إس إن                                   | [ 14 ]        |
| كندا             | ريزو دي سبور                               | [ 14 ]        |
| كندا             | يونيفجن كندا                               | [ 14 ]        |
| الولايات المتحدة | فوكس سبورتس (إنجليزية) يونيفزيون (إسبانية) | [ 15 ] [ 16 ] |
| المكسيك          | تيلفيزا                                    | [ 16 ]        |
| البرازيل         | إي إس بي إن                                | [ 17 ]        |
| الكاريبي         | إي إس بي إن                                | [ 17 ]        |
| أمريكا الوسطى    | إي إس بي إن                                | [ 17 ]        |
| غوادلوب          | تلفزيون فرنسا                              | [ 17 ]        |
| أمريكا الجنوبية  | إي إس بي إن                                | [ 17 ]        |

#### دوليًا
| المنطقة             | البث                | المرجع |
| ------------------- | ------------------- | ------ |
| أندورا              | غول بلاي            | [ 17 ] |
| أستراليا            | إي إس بي إن         | [ 17 ] |
| النمسا              | سبورت ديجيتال       | [ 17 ] |
| ألمانيا             | سبورت ديجيتال       | [ 17 ] |
| غانا                | سبورتي تي في        | [ 17 ] |
| هونغ كونغ           | ماي تي في سوبر      | [ 17 ] |
| أيرلندا             | بريميير سبورتس      | [ 17 ] |
| إسرائيل             | تشارلتون            | [ 17 ] |
| كينيا               | سبورتي تي في        | [ 17 ] |
| ليختنشتاين          | سبورت ديجيتال       | [ 17 ] |
| لوكسمبورغ           | سبورت ديجيتال       | [ 17 ] |
| ماليزيا             | أسترو سوبر سبورت    | [ 17 ] |
| هولندا              | إي إس بي إن         | [ 17 ] |
| نيوزيلندا           | إي إس بي إن         | [ 17 ] |
| نيجيريا             | سبورتي تي في        | [ 17 ] |
| جزر المحيط الهادئ   | إي إس بي إن         | [ 17 ] |
| بابوا غينيا الجديدة | إي إس بي إن         | [ 17 ] |
| البرتغال            | سبورت تي في         | [ 17 ] |
| السعودية            | الرياضية السعودية   | [ 17 ] |
| سنغافورة            | ستار هوب            | [ 17 ] |
| كوريا الجنوبية      | سكاي سبورتس         | [ 17 ] |
| إسبانيا             | غول بلاي            | [ 17 ] |
| جنوب أفريقيا        | سبورتي تي في        | [ 17 ] |
| سويسرا              | سبورت ديجيتال       | [ 17 ] |
| تايلاند             | بي جي سبورتس        | [ 17 ] |
| أوكرانيا            | ماينكاست            | [ 17 ] |
| المملكة المتحدة     | بريميير سبورتس      | [ 17 ] |
| الأسواق غير المباعة | يوتيوب وكونكاكاف جو | [ 17 ] |

## الرعاة
- أرامكو
- ديجري
- ماكرون
- مجموعة موديلو
- مولتن
- مياه نيو
- صندوق الاستثمارات العامة
- طيران الرياض
- تويوتا
- فالفولين

## الملاحظات
1. ↑  Bold indicates that the corresponding team was hosting or co-hosting the event.